# 10831 Takamagahara
10831 Takamagahara (1993 VM2) là một tiểu hành tinh vành đai chính được phát hiện ngày 15 tháng 11 năm 1993 bởi T. Urata ở Đài thiên văn Nihondaira. The asteroid's name refers to Takamagahara, a location in Japanese mythology.